# El cumplimiento del deseo
El cumplimiento del deseo es una película chilena estrenada en el año 1994. Dirigida por Cristian Sánchez y protagonizada por Florencia Velasco y Marcial Edwards.

## Sinopsis
Manuela, una estudiante de psicología, aplicada y cerebral, pela papas sonámbula en la cocina de su casa. Unos días después abandona a Santiago, su marido y se va a vivir a la casa de Don Clemente, un psiquiatra que ha renunciado a su profesión y que siente un inmediato cariño por Manuela porque la encuentra idéntica a su hija muerta. 
De ahí en adelante pareciera que Manuela ha encontrado el espacio donde realizar su experiencia. La casa como tránsito vertical desde el subterráneo, inframundo rojo habitado por Anselmo el mayordomo que ha raptado a Judith, la joven empleada. La superficie terrestre transitada por Camilo, el fotógrafo adolescente perseguido político y por Nicole, seductora franca que se expone como objeto de deseo.
El altillo habitado por Don Clemente, espíritu aéreo, un poco trastornado y por lo mismo conectado con los dioses. 
Manuela no desea experimentar sexo ni relaciones con otros hombres, desea sumergirse en el secreto, por ello espía a su marido y fotografía ciertas actividades clandestinas de un profesor que ha mostrado interés por ella.
Por el contrario Ximena, su amiga, actúa con un compulsivo apetito de competencia sexual. Seduce a Santiago, el marido de Manuela, sin el menor asomo de culpa.
Manuela es impulsada a recuperar una parte desconocida de sí misma. Solo así podrá regresar a la verdadera vida como espíritu luminoso.
Al final ella repite, sonámbula, el acto automático de tomar un cuchillo y pelar papas. Ahora, a diferencia de la primera vez, se expresa un anhelo liberación. Es el amanecer mismo de su liberación, el cumplimiento de su deseo.

## Elenco
- Florencia Velasco
- Marcial Edwards
- Patricio Riquelme
- María José Balmaceda
- Isabel Poblete
- Andrés Quintana
- Leonardo Gaggero
- José Miguel Vicuña
- Daniel Pérez
- Juan Carlos Ramírez
- Eduardo Barril